# Mistrzostwa Świata w Biegach Przełajowych 2007
35. Mistrzostwa Świata w Biegach Przełajowych – zawody lekkoatletyczne, które odbyły się 24 marca 2007 roku w Mombasie, w Kenii.

## Rezultaty

### Seniorzy

#### Indywidualnie
| Medal  | Zawodnik        | Czas      |
| ------ | --------------- | --------- |
| Złoto  | Zersenay Tadese | 35:50 min |
| Srebro | Moses Mosop     | 36:13 min |
| Brąz   | Bernard Kipyego | 36:37 min |
|        | Rezultaty       |           |

#### Drużynowo
| Medal  | Zawodnik | Punkty  |
| ------ | --- | ------- |
| Złoto  | Kenia Moses Mosop (2) Bernard Kipyego (3) Gideon Ngatuny (4) Hosea Macharinyang (5) Michael Kipyego (6) Edwin Soi (8)              | 28 pkt  |
| Srebro | Maroko Anis Selmouni (13) Ahmed Baday (17) Abderrahim Goumri (20) Abdelhadi El Mouaziz (30) Mourad Marofit (32) Brahim Beloua (34) | 146 pkt |
| Brąz   | Uganda Martin Toroitich (9) Moses Aliwa (19) Isaac Kiprop (25) Wilson Busienei (36) James Kibet (38) Francis Musani (58)           | 185 pkt |
|        | Rezultaty |         |

### Juniorzy

#### Indywidualnie
| Medal  | Zawodnik                | Czas      |
| ------ | ----------------------- | --------- |
| Złoto  | Asbel Kiprop            | 24:07 min |
| Srebro | Vincent Chepkok         | 24:12 min |
| Brąz   | Mathew Kipkoech Kisorio | 24:23 min |
|        | Rezultaty               |           |

#### Drużynowo
| Medal  | Zawodnik  | Punkty |
| ------ | --------- | ------ |
| Gold   | Kenia     | 10 pkt |
| Silver | Erytrea   | 44 pkt |
| Bronze | Etiopia   | 54 pkt |
|        | Rezultaty |        |

### Kobiety

#### Indywidualnie
| Medal  | Zawodnik         | Czas      |
| ------ | ---------------- | --------- |
| Złoto  | Lornah Kiplagat  | 26:23 min |
| Srebro | Tirunesh Dibaba  | 26:47 min |
| Brąz   | Meselech Melkamu | 26:48 min |
|        | Rezultaty        |           |

#### Drużynowo
| Medal  | Zawodnik                                                                                         | Czas   |
| ------ | ------------------------------------------------------------------------------------------------ | ------ |
| Złoto  | Etiopia Tirunesh Dibaba (2) Meselech Melkamu (3) Gelete Burka (4) Wude Ayalew (10)               | 19 pkt |
| Srebro | Kenia Florence Jebet Kiplagat (5) Pamela Chepchumba (6) Priscah Ngetich (7) Vivian Cheruiyot (8) | 26 pkt |
| Brąz   | Maroko Zhor El Kamch (11) Mariem Alaoui Selsouli (17) Hanane Ouhaddou (33) Malika Benlafkir (38) | 99 pkt |
|        | Rezultaty                                                                                        |        |

### Juniorki

#### Indywidualnie
| Medal  | Zawodnik                | Czas      |
| ------ | ----------------------- | --------- |
| Złoto  | Linet Chepkwemoi Barasa | 20:52 min |
| Srebro | Mercy Kosgei            | 20:59 min |
| Brąz   | Veronica Wanjiru        | 21:10 min |
|        | Rezultaty               |           |

#### Drużynowo
| Medal  | Zawodnik  | Punkty |
| ------ | --------- | ------ |
| Złoto  | Kenia     | 13     |
| Srebro | Erytrea   | 33     |
| Brąz   | Etiopia   | 36     |
|        | Rezultaty |        |

## Tabela medalowa
| Miejsce | Kraj     | Złoto | Srebro | Brąz | Razem |
| 1.      | Kenia    | 5     | 4      | 3    | 12    |
| 2.      | Erytrea  | 1     | 2      | 0    | 3     |
| 3.      | Etiopia  | 1     | 1      | 3    | 5     |
| 4.      | Holandia | 1     | 0      | 0    | 1     |
| 5.      | Maroko   | 0     | 1      | 1    | 2     |
| 6.      | Uganda   | 0     | 0      | 1    | 1     |